# Bandrów Narodowy
Bandrów Narodowy – wieś w Polsce położona w województwie podkarpackim, w powiecie bieszczadzkim, w gminie Ustrzyki Dolne.
Wołoska wieś królewska Bandrow położona była w 1589 roku w starostwie przemyskim w ziemi przemyskiej województwa ruskiego. W latach 1975–1998 miejscowość położona była w województwie krośnieńskim.
Przez wieś przepływają potoki Jasienik oraz Królówka. Bandrów leży przy drodze z Ustrzyk Dolnych do granicy państwa, pierwotnie droga ta prowadziła do wsi Mszaniec, znajdującej się obecnie, tuż za granicą państwową.
Na terenie cmentarza ewangelickiego zachowały się pojedyncze nagrobki. W Bandrowie Narodowym znajduje się cerkiew greckokatolicka z 1825, pełniąca obecnie rolę kościoła filialnego pw. św. Andrzeja Boboli w Parafii Matki Bożej Bieszczadzkiej w Jasieniu-Ustrzykach Dolnych. Pierwotnie wzniesiona została w 1825 w Jasieniu, a w obecne miejsce przeniesiono ją w 1974. Za cerkwią znajduje się stary cmentarz z kilkoma nagrobkami. 
Bandrów jest jednym z najstarszych ośrodków górnictwa naftowego na świecie, kopalnie ropy naftowej istniały tu przed rokiem 1884.

## Historia
Wieś lokowano w 1532 na prawie wołoskim, stanowiła ona własność królewską. Została wymieniona w 1541. W 1890 Bandrów Narodowy liczył 747 wiernych wyznania greckokatolickiego, w 1918 – 820, a w 1938 – 1025. W 1944 z Bandrowa wysiedlono część ludności ukraińskiej na Syberię. W 1951, w ramach umowy o zamianie granic, pozostali mieszkańcy zostali wysiedleni do Ukraińskiej SRR, a wieś znalazła się w granicach Polski. W latach 1954–1956 część domów, uznanych za nienadające się do zamieszkania, została przeznaczona do rozbiórki. Również znajdująca się tu pierwotnie cerkiew z 1880 została zniszczona przez polskich osadników w 1954.
W 1783 na gruntach dawnego wójtostwa w ramach kolonizacji józefińskiej osiedlono kolonistów niemieckich. Część niemiecką nazwano Bandrów Kolonia.
Jedynym obszarem rejonu ustrzyckiego, który nie wszedł w skład Polski to wschodni fragment Bandrowa Narodowego (tuż na zachód od Tychy) oraz górski skrawek przedwojennej gminy Lutowiska (na południe od Krywki, na wschód od Żurawina i na północ od rezerwatu Zakole), położony wewnątrz specyficznego zakola granicy państwowej. Znajduje się tam obecnie kilka odizolowanych domów (49°14'03.7"N 22°44'38.9"E), przynależących  administracyjnie do Boberki.

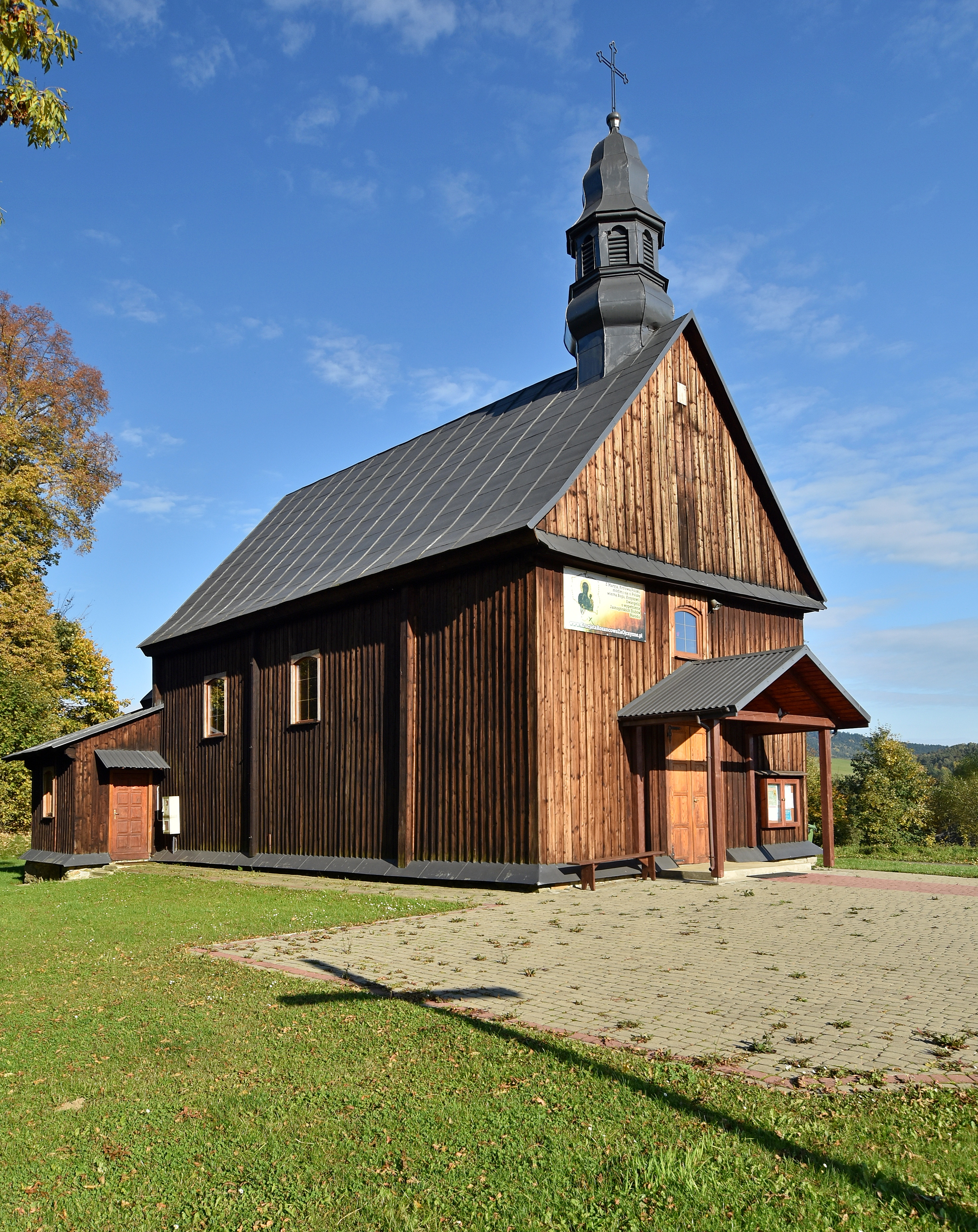
Cerkiew
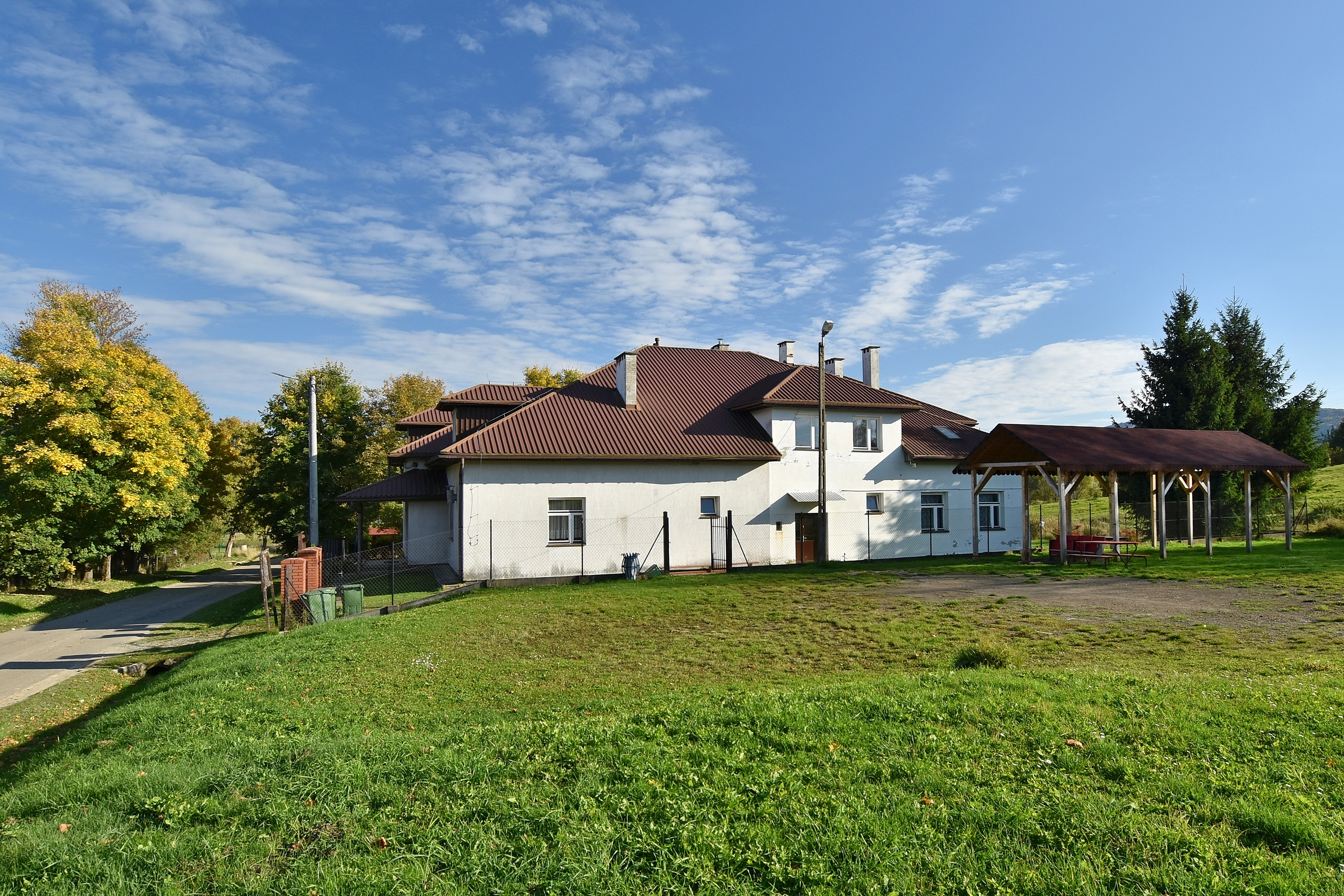
Szkoła
Nieistniejący zbór ewangelicki-tablica